# Sidneioides
Sidneioides is een geslacht uit de familie Polyclinidae en de orde Aplousobranchia uit de klasse der zakpijpen (Ascidiacea).

## Soorten
- Sidneioides ivicense Pérès, 1957
- Sidneioides japonense Redikorzev, 1913
- Sidneioides peregrinus Kremer et al., 2011
- Sidneioides snamoti (Oka, 1927)
- Sidneioides tamaramae Kesteven, 1909